# Lance!

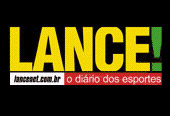
Logo.

Le quotidien Lance! est l'un des principaux journaux sportifs brésiliens.
Il fut lancé le 26 octobre 1997. Son siège se situe à Rio de Janeiro.
Le 29 janvier 2006, le journal publia son 3000e numéro. Il comporte aujourd'hui trois rédactions, basée à São Paulo, Rio de Janeiro et Belo Horizonte, avec également des éditions spéciales à Manaus et Curitiba.